# Xã Medway, Quận Hamilton, Kansas
Xã Medway (tiếng Anh: Medway Township) là một xã thuộc quận Hamilton, tiểu bang Kansas, Hoa Kỳ. Năm 2010, dân số của xã này là 60 người.